# مجتمع

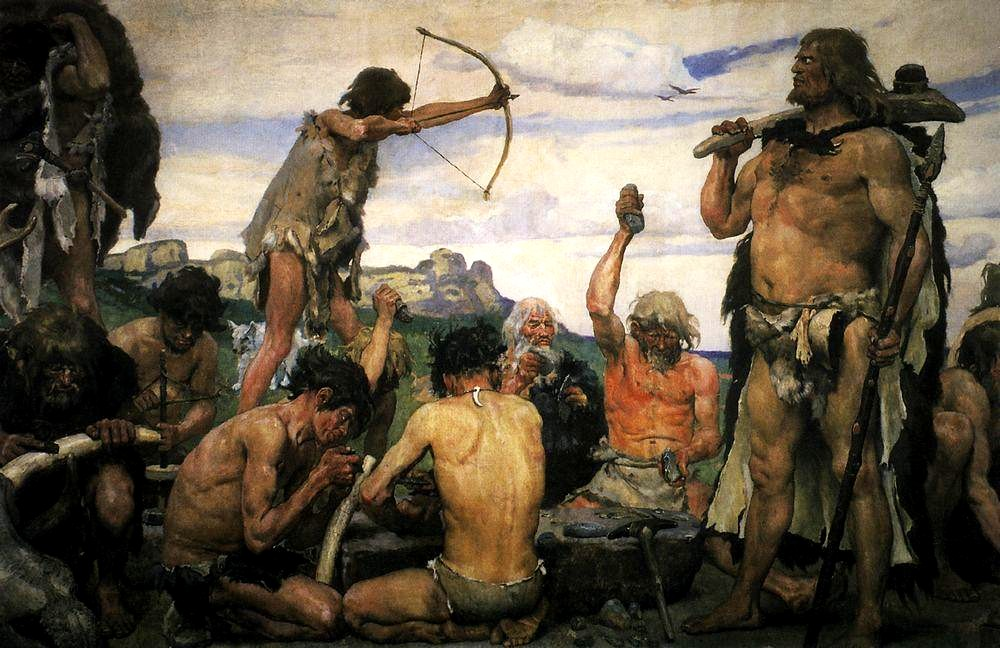

المجتمع هو مجموعة من الناس التي تشكل النظام نصف المغلق، والتي تشكل شبكة العلاقات بين الناس، يشير المعنى العادي للمجتمع إلى مجموعة من الناس تعيش معًا في شكل منظّم، وضمن جماعة منظمة. والمجتمعات أساس ترتكز عليه دراسة علوم الاجتماعيات. وهو مجموعة من الأفراد يعيشون في موقع معين يرتبطون فيما بينهم بعلاقات ثقافية واجتماعية، يسعى كل واحد منهم لتحقيق المصالح والاحتياجات.
وإلى حد ما هو متعاون، فمن الممكن أن يُتيح المجتمع لأعضائه الاستفادة بطرق قد لا تكون ممكنة على مستوى الأفراد، وكلا الفوائد سواء منها الاجتماعية والفردية قد تكون مميزة وفي بعض الحالات قد تمتد لتغطي جزءاً كبيراً من المجتمع.
في العلوم الاجتماعية، يميل العلماء لاعتبار «المجتمع» نظاما شبه مغلق semi-closed تشكله مجموعة من الناس، بحيث أن معظم التفاعلات والتأثيرات تأتي من أفراد من نفس المجموعة البشرية. وتذهب بعض العلوم أشواطا أبعد في التجريد حين تعتبر المجتمع مجموعة علاقات بين كيانات اجتماعية. تبرز في الإنكليزية كلمة أخرى قريبة في المفهوم هي الجماعة المشتركة community التي يعتبرها البعض التجمع أو الجماعة دون العلاقات المتداخلة بين أفراد الجماعة، فهو مصطلح يهتم بأن جماعة ما تشترك في الموطن والمأكل دون اهتمام بالعلاقات التي تربط بين أفراد الجماعة. بعض علماء الاجتماع مثل تونيز Ferdinand Tönnies يرى هنالك اختلافا عميقا بين الجماعة المشتركة والمجتمع ويعتبر أهم ما يميز المجتمع هو وجود بنية اجتماعية التي تتضمن عدة نواحي أهمها الحكم والسيطرة والتراتب الاجتماعي Social rank.
إنّ المجتمع البشري منظومة معقدة غير متوازنة تتغيّر وتتطوّر باستمرار، حيث تدفع تعقيدات وتناقضات التطور الاجتماعي الباحثين إلى الاستنتاج المنطقي التالي: إنّ أي تبسيط أو تقليل أو تجاهل تعدّدية العوامل الاجتماعية يؤدي حتماً إلى تكاثر الأخطاء وعدم فهم العمليات المبحوثة. وقد استقرّ الرأي على أنّ اكتشاف القوانين العلمية العامة مستحيل في مجال دراسات التطوّر الاجتماعي مسيطراً سيطرةً شاملةً على المجموعة الأكاديمية وخاصة بين الذين يتخصّصون في الإنسانيّات ويواجهون بشكل مباشر في بحثهم كل تعقيدات وتركيبات العمليات الاجتماعية. فطريقة بحث المجتمع البشري كمنظومة بالغة التعقيد هي أن نعترف بمستويات مختلفة من التجريد ومقاييس الزمن. فالمهمة الأساسية للتحليل العلمي هي إيجاد القوى الرئيسية التي تؤثّر على أنظمة معينة لاكتشاف القوانين العلمية المبدئية عن طريق التجرّد من التفاصيل وانحرافات القواعد. طبعاً المجتمع البشري عبارة عن منظومة بالغة التعقيد بالفعل. فهل يمكننا وصفها بقوانين علمية بسيطة؟ إنّ المنجزات الحديثة في مجال النمذجة الرياضية تمكّننا أن نجيب على هذا السؤال جواباً إيجابياً محددا - من الممكن وصف التطوّر الاجتماعي بواسطة ماكروقوانين دقيقة وبسيطة بشكل مقبول.
وعلى نطاق واسع، فإن المجتمع قد تُمثل بُنيته الأساسية اقتصادية أو اجتماعية أو ثقافية أو صناعية تكونها من مجموعة متنوعة من الأفراد. وقد يكون أعضاء المجتمع من مجموعات عرقية مختلفة. المجتمع قد يكون مجموعة عرقية معينة كالساكسون أو قد يكون دولة قومية كالبوتان أو قد يكون تجمع ثقافي أوسع كالمجتمع الغربي. كلمة مجتمع أيضاً قد تشير إلى رابطة تطوعية منظمة من الناس معنية بالأعمال الدينية، الخيرية، الثقافية، العلمية، السياسية، الوطنية أو لأغراض أخرى. كلمة المجتمع أيضا لها معانٍ أخرى مجازية تشير إلى المجتمع الحيوي كمستوطنة النمل أو أي تعاون إجمالي، على سبيل المثال بعض الصيغ في الذكاء الاصطناعي.

## علم الاشتقاق واستعمال الألفاظ
تقابل كلمة مجتمع في الإنكليزية كلمة society التي تحمل معاني التعايش السلمي بين الأفراد، بين الفرد والآخرين، والمهم في المجتمع أن أفراده يتشاركون هموما أو اهتمامات مشتركة تعمل على تطوير ثقافة ووعي مشترك يطبع المجتمع وأفراده بصفات مشتركة تشكل شخصية هذا المجتمع وهويته. وقد أتى مصطلح المجتمع "society" من الكلمة اللاتينية (societas)، والتي تعني مجتمع والتي اشتقت هي بدورها أيضاً من اسم (socius) الذي يعني (الرفيق، الصديق، الحليف، وصيغة الصفة هي "socialis") وقد استخدم لوصف رباط أو تفاعل بين الأطراف المؤتلفة أو على الأقل المدنية. ودون أية أداة تعريف فالمصطلح قد يشير إلى الجنس البشري كافة (أيضاً: «المجتمع عامة»، «المجتمع ككل»)، على الرغم من الأعضاء الذين هم غير وديين أو غير مدنيين لباقي المجتمع قد يعتبرون «غير اجتماعيين». كتب آدم سميث أن المجتمع «قد يحيى بين رجال مختلفين، كبين التجار المختلفين، فهم بمجرد الشعور بفائدته ودون أي حب أو تعاطف متبادل، يمتنعون عن إحداث الضرر لبعضهم البعض».
وبالحديث عن التعاون، فالمجتمع هو بناء من الأفراد الذين تحكمهم حدود التكافل الوظيفي والذي قد يُشكّل خصائص كالوطنية والهوية الثقافية والتضامن الاجتماعي واللغة أو المنظمة التسلسلية.

## مفاهيم المجتمع
يتناول المجتمع بشكل عام حقيقة أن الفرد يملك وسائل محدودة نوعا ما كوحدة مستقلة. كانت القردة العليا دائماً من أكثر الحيوانات اجتماعية مثل (البونوبو Bonobo، هومو Homo، والشمبانزيpan) أو أقل اجتماعية مثل (الغوريلا Gorilla، بونجو Pongo)، لذا يمثّل روبنسون كروزو (Robinson Crusoe) الحالات انها إما محض خيال أو حالات غير عادية للانتشار الواسع من السياق الاجتماعي للبشر الذين يقعون بين presocial وeusocial في سلسلة علم سلوك الحيوان.

### في علم الإنسان
تنظم المجتمعات البشرية غالباً وفقاً لإمكانياتها الأولية من العيش. وقد ميز علماء الاجتماع المجتمعات البدائية والمجتمعات الرعوية البدوية، المنتجات البستانية أو المجتمعات الزراعية البسيطة، والمجتمعات الزراعية المتشددة، كما اعتبر البعض المجتمعات الصناعية وما بعد الصناعية مختلفة نوعياً عن المجتمعات الزراعية التقليدية.
علماء الأنثروبولوجيا والعديد من علماء الاجتماع اليوم يعارضون بشدة فكرة التطور الثقافي وصلابة هذه المراحل. وفي الحقيقة، العديد من بيانات الأنثروبولوجيا تدل على أن التعقيد (الحضارة، والنمو والكثافة السكانية، والتخصص، إلخ) لا تأخذ دائما شكل تنظيم اجتماعي هرمي أو طبقي.
قامت «النسبية الثقافية» بمنظورها الواسع باستبدال فكرة «البدائية»، والأفضل/الأسوأ، أو «التقدم» بما يتعلق بالثقافات (بما في ذلك الثقافة المادية، والتنظيم التكنولوجي والاجتماعي).
يقول عالم الأنثروبولوجيا موريس جودليير أن أحد أهم الاستحداثات في المجتمع البشري مقارنة بأقرب الكائنات بيولوجياً للبشر (الشمبانزي والبونوبو) هو دور الأبوة لدى الذكر الذي يكاد أن يكون غائبا لدى بقية الكائنات حيث أن الأبوة لديهم لا يمكن تحديدها.

### في العلوم السياسية
يمكن أن تُنظم المجتمعات بحسب الكيانات السياسية التي تحكمها. وبالترتيب التصاعدي تبعا للحجم والتعقيد هناك العصبات والقبائل والمشيخات والمجتمعات الدولية. هذه الهياكل قد تمتلك درجات متفاوتة من السلطة السياسية حسب البيئات الثقافية والجغرافية والتاريخية التي تجب على هذه المجتمعات مجابهتها. وهكذا نجد أن مجتمعا معزولا يملك نفس الدرجة من الثقافة والتكنولوجيا كمجتمعات أخرى من الأرجح أن يستمر في البقاء أكثر من مجتمع يجاور مجتمعات أخرى قد تتعدى على موارده. فالمجتمع الذي لا يوفر ردود فعل أو إجابات فعالة أمام ثقافة المجتمعات الأخرى التي يتنافس معها غالبا ما يندرج تحت ثقافة هذه المجتمعات المتنافسة.

### في علم الاجتماع
يفرق عالم الاجتماع جيرهارد لينسكي بين المجتمعات بناء على مستواها في التقنية والاتصالات والاقتصاد:
1. صيادين وجوامع
2. زراعيين بسطاء
3. زراعيين متطورين
4. صناعيين
5. متميزين (مثلاً: مجتمعات الصيد والمجتمعات البحرية).

هذا التقسيم مشابه للنظام الذي طور مسبقا بواسطة عالم الأنثروبولوجيا (علم الإنسان) مورتون فرايد -منظر الصراع-وإيلمان سيرفيس -منظر التكامل-الذين أنتجوا نظام تصنيف المجتمعات في جميع الثقافات الإنسانية بناءً على تطور التفاوت الاجتماعي ودور الدولة. يحتوي نظام التصنيف هذا على أربعة فئات:
- المجتمعات القبلية والتي فيها حالات محدودة من الرتبة الاجتماعية والنفوذ.
- البنى المرتبة بقيادة زعماء.
- حضارات بطريقة هرمية اجتماعية منظمة ومعقدة، وحكومات مؤسساتية.

وبالإضافة لذلك فهناك:
- الإنسانية والبشرية، والتي تقوم عليهما كل عناصر المجتمع متضمنة معتقداته.
- المجتمع الافتراضي، وهو مجتمع يقوم على هويات عبر شبكة الإنترنت وقد تطور هذا المجتمع في عصر المعلوماتية.

مع مرور الوقت تطورت بعض الثقافات فاتجهت نحو التعقيد في تنظيمها وتطورت تبعاً لذلك طرق قيادتها. وقد كان لهذا التطور الثقافي أثر كبير على أنماط المجتمع، فاستقرت القبائل التي امتهنت الصيد وجمع الغذاء حول مخازن الغذاء الموسمية لتصبح بعد ذلك قرى زراعية، ونمت هذه القرى لتصبح بلدات ومدن. وتحولت المدن لتصبح (دويلات قائمة على شعب أو مدينة). City-states and nation-states 
الثقافات وأساليب الحياة لهم جميعاً تتبع أوروبا الغربية. جميعهم يتمتعون باقتصاد قوي نسبياً وحكومة مستقرة، تسمح بالحرية في الدين، ديموقراطية في الحكم لصالح الرأسمالية والتجارة الدولية، وتتأثر بشدة بالقيم المسيحية-اليهودية الذي يكون كشكل من اشكال التحالف السياسي *العسكري* أو التعاوني.
كما تطورت الثقافات الإنسانية في بعض المناطق في العالم حتى أصبحت تفضل طائفة أو فئة من البشر عن غيرهم كما في الطوائف التي تشترك بمسمى حظر المساس.

## أنواع المجتمعات
يميل علماء الاجتماع إلى تصنيف المجتمعات بناءً على مستوى التكنولوجيا، ويضعون المجتمعات في ثلاث فئات رئيسية: قبل الصناعية، الصناعية، وما بعد الصناعية.
تتفاوت تقسيمات هذه الفئات، وغالبًا ما تعتمد التصنيفات على مستوى التكنولوجيا، الاتصال، والاقتصاد. أحد الأمثلة على هذا التصنيف يأتي من عالم الاجتماع جيرهارد لينسكي الذي يدرج: (1) الصيد والجمع؛ (2) البستنة؛ (3) الزراعة؛ و (4) الصناعة؛ وكذلك المجتمعات المتخصصة (مثل الصيد أو الرعي).
تطورت بعض الثقافات مع مرور الوقت نحو أشكال أكثر تعقيدًا من التنظيم والسيطرة. كان لهذا التطور الثقافي تأثير عميق على أنماط المجتمع. استقرت قبائل الصيادين-الجمعين أحيانًا حول مخازن الطعام الموسمي لتصبح قرى زراعية. نمت القرى لتصبح بلدات ومدن. تحولت المدن إلى دول مدينية ودول قومية. ومع ذلك، فإن هذه العمليات ليست أحادية الاتجاه.

### قبل الصناعية
في المجتمع قبل الصناعي، يعد إنتاج الطعام، الذي يتم من خلال استخدام العمالة البشرية والحيوانية، هو النشاط الاقتصادي الرئيسي. يمكن تقسيم هذه المجتمعات حسب مستوى التكنولوجيا وطريقة إنتاجها للطعام. تشمل هذه التقسيمات الصيد والجمع، الرعي، البستنة، والزراعة.

### الصيد والجمع
الشكل الرئيسي لإنتاج الطعام في مجتمعات الصيد والجمع هو جمع النباتات البرية يوميًا وصيد الحيوانات البرية. ينتقل الصيادون والجامعون باستمرار بحثًا عن الطعام. نتيجة لذلك، لا يبنون قرى دائمة ولا ينشؤون مجموعة واسعة من الأدوات. تحد الحاجة إلى التنقل أيضًا من حجم هذه المجتمعات، وعادة ما يشكلون مجموعات صغيرة مثل الجماعات والقبائل، عادة بعدد أفراد أقل من 50 شخصًا في المجتمع. تعد الجماعات والقبائل متساوية نسبيًا، وتتخذ القرارات من خلال الإجماع. لا توجد مكاتب سياسية رسمية تحتوي على سلطة حقيقية في مجتمعات الجماعات، إنما يكون القائد مجرد شخص ذو نفوذ، وتستند القيادة على الصفات الشخصية. تشكل العائلة الوحدة الاجتماعية الرئيسية، حيث يرتبط معظم الأعضاء بالولادة أو الزواج.
وصف عالم الأنثروبولوجيا مارشال سالينز مجتمعات الصيادين والجامعين بأنها «المجتمع الثري الأصلي» نظرًا لوقت فراغهم الطويل: قدَّر سالينز أن البالغين في مجتمعات الصيد والجمع يعملون من ثلاث إلى خمس ساعات في اليوم. تم تحدي هذا المنظور من قبل باحثين آخرين، أشاروا إلى ارتفاع معدلات الوفيات والحروب المستمرة في مجتمعات الصيد والجمع. يجادل مؤيدو وجهة نظر سالينز بأن الرفاهية العامة للبشر في مجتمعات الصيد والجمع تتحدى العلاقة المزعومة بين التقدم التكنولوجي والتقدم البشري.

### الرعي
بدلًا من البحث عن الطعام يوميًا، يعتمد أفراد المجتمع الرعوي على الحيوانات المدجنة لتلبية احتياجاتهم الغذائية. يعيش الرعاة عادة حياة بدوية، ينقلون قطعانهم من مرعى إلى آخر. حجم المجتمع في المجتمعات الرعوية مشابه لمجتمعات الصيد والجمع (حوالي 50 فردًا)، ولكن على عكس مجتمعات الصيادين والجامعين، تتكون المجتمعات الرعوية عادة من مجتمعات متعددة - يحتوي المجتمع الرعوي العادي على الآلاف من الناس. ذلك لأن المجموعات الرعوية تميل إلى العيش في مناطق مفتوحة حيث الحركة سهلة، مما يتيح التكامل السياسي. تميل المجتمعات الرعوية إلى خلق فائض من الطعام، ولديها عمالة متخصصة ومستويات عالية من عدم المساواة.

## مجتمع المعلومات
على الرغم من أن مفهوم مجتمع المعلومات قد بدأ بالظهور منذ 1930، فإنه يطبق في العالم الحديث بطريقة جعلت تكنولوجيا المعلومات تؤثر على المجتمع والثقافة، وبالتالي فإنه يشمل آثار الحواسيب والاتصالات السلكية واللاسلكية في المنزل أو في مكان العمل، والمدارس، والحكومة والمجتمعات المختلفة والمنظمات، فضلا عن ظهور أشكال جديدة في الفضاء السيبراني.
ويعتبر مجتمع المعلومات واحد من اهتمامات الاتحاد الأوروبي، حيث يتم توجيه السياسات نحو تعزيز اقتصاد رقمي مفتوح وتنافسي، والبحث في تكنولوجيا المعلومات والاتصالات، وتطبيقها لتحسين الاندماج الاجتماعي، والخدمات العامة ونوعية الحياة."8"
أسفرت قمة اتحاد الاتصالات العالمي والتي دارت جلساتها في كلِ من (جنيف وتونس) في عامي (2003 و2005) حول المجتمع المعلوماتي عن عدد من البنود والتوجيهات في تطوير برمجيات متعددة لخدمة عدد من النواحي الإنسانية والوطنية مدرجة فيما يلي:
1-ترويج استخدام تقنية المعلومات والاتصالات في التطوير.
2-البنية التحتية للمعلومات والاتصالات.
3-إمكانية الوصول إلى المعلومات والمعرفة.
4-بناء مساحات حرة.
5-التوعية وبناء الإحساس بالثقة والأمان عند استخدام تقنية المعلومات والاتصالات.
6-تطوير بيئة صديقة لتقنية المعلومات والاتصالات.
7-تطوير برمجيات تخدم الحكومة الإلكترونية، إدارة الأعمال، التعليم، الصحة، التوظيف، البيئة، الزراعة والعلوم.
8-التنوع الثقافي واللغوي في المحتوى المعلوماتي المحلي.
9-الإعلام.
10-أخلاقيات المجتمع المعلوماتي.
11-الشراكة المحلية والعالمية.

## المجتمع الرقمي
مع تطور التكنولوجيا والاتصالات، ظهرت أنماط جديدة من المجتمعات تُعرف بـ"المجتمعات الرقمية"، وهي كيانات اجتماعية تتشكل عبر الإنترنت وتقوم على التفاعل الافتراضي بين الأفراد. تشمل هذه المجتمعات منصات التواصل الاجتماعي، المنتديات، والمجتمعات الافتراضية التي تتجاوز الحدود الجغرافية والثقافية. وقد أثرت هذه المجتمعات بشكل كبير على أنماط التواصل، الهوية، والانتماء، مما دفع علماء الاجتماع إلى إعادة النظر في مفاهيم مثل "الترابط الاجتماعي" و"الهوية الجماعية".

## المجتمع المعرفي
في أوائل القرن الحادي والعشرين، زادت سهولة إمكانية الوصول إلى المعلومات بشكلٍ ملحوظ. على إثر ذلك، وجه المجتمع المعلوماتي اهتمامه الخاص إلى المجتمع المعرفي.
قال أحد المحللين في الحكومة الأيرلندية «إن القدرة على تغيير، تخزين ونقل كميات كبيرة من المعلومات بشكل اقتصادي قد تطورت بشكلٍ باهر في الآونة الأخيرة. إن القدرة على تحويل المعلومات إلى محتوى رقمي والتي رافقها انتشار الإنترنت، هما العاملان الرئيسيان في تسهيل استخدام المعرفة في النشاط الاقتصادي إلى حدِ أن هذين العاملين أصبحا الرئيسين في الحصول على الثروة والمحافظة عليها. تؤكد الحقائق أن 70 – 80 % من النمو الاقتصادي قائم على معرفةٍ أفضل وحديثة».
[
أعطى مؤتمر القمة العالمية الثانية لمجتمع المعرفة، الذي عقد في خانيا، كريت، في سبتمبر 2009، اهتماما خاصا للموضوعات التالية:
- رأس المال الاجتماعي
- التماسك الاجتماعي
- الانهيار المجتمعي
- العقد الاجتماعي
- النظام الاجتماعي
- التفكك الاجتماعي
- التضامن الاجتماعي
- البناء الاجتماعي
- البناء والمؤسسات

## المجتمع اليوم

### المجتمع الإسلامي
أكد الإسلام في مواضع كثيرة من القرآن والسنة، بأن المسلم أخو المسلم، والمؤمن أخو المؤمن، وأنه لا فضل لعربي على عجمي، ولا فضل لأبيض على أسود إلا بالتقوى: (يَا أَيُّهَا النَّاسُ إِنَّا خَلَقْنَاكُمْ مِنْ ذَكَرٍ وَأُنْثَى وَجَعَلْنَاكُمْ شُعُوبًا وَقَبَائِلَ لِتَعَارَفُوا إِنَّ أَكْرَمَكُمْ عِنْدَ اللَّهِ أَتْقَاكُم) الحجرات 13
هذه الآية قد قضت على العصبية، وقضت على العُنجهية القبلية. فالتقوى هي مقياس التفاضل عند الله، فأكرم الناس عند الله أكثرهـم تقوى؛ سواء كان هذا الإنسان عربياً أم فارسياً أم رومياً أم مهما كان. وهنا يتضح لنا أن من أهم مميزات المجتمع الإسلامي أنه قائم على الأخوة الإيمانية.

### المجتمع الغربي
أدى التطور في العالم الغربي بجلب مفاهيم ناشئة من الثقافة الغربية، السياسة والأفكار، غالبا ما يشار إليها ببساطة بالمجتمع الغربي. جغرافياً، أنها تغطي بلدان أوروبا الغربية وأمريكا الشمالية وأستراليا ونيوزيلندا، وأحيانا تشمل أيضا أمريكا الجنوبية وإسرائيل. ثقافات وأنماط حياة جميع هذه المناطق تنبع من أوروبا الغربية. تتمتع جميعها باقتصادات قوية نسبيا وحكومات مستقرة، والسماح بحرية الدين، اختاروا الديمقراطية كشكل من أشكال الحكم، وصالح الرأسمالية والتجارة الدولية، وتتأثر بشدة من جراء القيم اليهودية-المسيحية، وشكل ما من أشكال التحالف السياسي والعسكري أو التعاون.